# Polymixis calida
Polymixis calida là một loài bướm đêm trong họ Noctuidae.